# Aegophagamyia pulchella
Aegophagamyia pulchella är en tvåvingeart som först beskrevs av Austen 1912.  Aegophagamyia pulchella ingår i släktet Aegophagamyia och familjen bromsar.
Artens utbredningsområde är Madagaskar. Inga underarter finns listade i Catalogue of Life.